# Love Knows No Law
Love Knows No Law è un cortometraggio muto del 1914 diretto da Frank Cooley. Prodotto dalla American Film Manufacturing Company, il film, una commedia in un rullo, aveva come interpreti Virginia Kirtley, Joe Harris, Webster Campbell.

## Trama
Leggendo che una domestica, che si era versata dell'acqua calda sul piede fingendo di essere gravemente ferita, si era riposata a letto per un mese, Bridget, la domestica del banchiere Gibbs, pensa di fare la stessa cosa. Viene ricoverata in ospedale e la sua padroncina, May Gibbs, le promette che verrà a trovarla ogni giorno. Il giovane dottor Stone si innamora della ragazza ma il vecchio Gibbs è assolutamente contrario a far sposare la figlia con il giovane medico. I due innamorati pensano allora a come sposarsi lo stesso. Un chirurgo geloso informa Gibbs del piano dei due e il banchiere si precipita in ospedale arrivandoci proprio subito dopo che il Consiglio Sanitario di Stato ha emanato una circolare per controllare i sospetti di vaiolo.

Gibbs viene sequestrato e messo in isolamento. Preso dalla furia, i suoi discorsi deliranti gli procurano la camicia di forza. Bridget, gironzolando, trova il suo padrone e, facendosi promettere un lavoro a tempo indeterminato, lo libera.

Avvolto in un lenzuolo, Gibbs raggiunge la sala dell'ospedale ma vi giunge quando la cerimonia è già conclusa. Sulle sue tracce arrivano anche gli infermieri con la camicia di forza. Il dottor Stone, in cambio della sua benedizione, gli dà allora un certificato di perfetta salute.

## Produzione
Il film fu prodotto dalla American Film Manufacturing Company.

## Distribuzione
Distribuito dalla Mutual, il film - un cortometraggio in una bobina - uscì nelle sale statunitensi il 29 dicembre 1914.